# Pana (Boussouma)
Pour les articles homonymes, voir Pana.
Pana est une localité située dans le département de Boussouma de la province du Sanmatenga dans la région Centre-Nord au Burkina Faso.

## Éducation et santé
Le centre de soins le plus proche de Pana est le centre de santé et de promotion sociale (CSPS) de Boussouma tandis que le centre hospitalier régional (CHR) se trouve à Kaya.
Le village possède un centre d'alphabétisation.